# AI Electronics ABC 20
AI Electronics ABC 20 (ABC 20) је професионални рачунар фирме AI Electronics који је почео да се производи у Јапану током 1979. године.
Користио је Z80 микропроцесорску јединицу а RAM меморија рачунара је имала капацитет од 64 KB. 
Као оперативни систем кориштен је Dosket & CP/M.

## Детаљни подаци
Детаљнији подаци о рачунару ABC 20 су дати у табели испод.
|                       |                              |
| [ 1 ]                 |                              |
| Произвођач            |                              |
| Тип                   | професионални рачунар        |
| Меморија              | 64 KB                        |
| Поријекло             | Јапан                        |
| Година                | 1979                         |
| Тастатура             | QWERTY, механичка тастатура  |
| Процесор              |                              |
| Фреквенција процесора | непознато                    |
| RAM                   | 64 KB                        |
| ROM                   | 4 монитор програм            |
| Текст                 | 80 x 32                      |
| Графика               | непознато                    |
| Боја                  | једна боја, уграђени монитор |
| Звук                  | непознато                    |
| Димензије             |                              |
| Портови               |                              |
| Оперативни систем     |                              |